# 14 Juillet (film)
14 Juillet is een Franse filmkomedie uit 1933 onder regie van René Clair.

## Verhaal
Jean is een jonge taxichauffeur in Parijs. Zijn buurmeisje Anna is verliefd op hem. Jean is echter nog niet over zijn vorige relatie heen.

## Rolverdeling
| Acteur        | Personage             |
| ------------- | --------------------- |
| Annabella     | Anna                  |
| George Rigaud | Jean                  |
| Raymond Cordy | Collega van Jean      |
| Paul Ollivier | Dronkenman in maatpak |
| Raymond Aimos | Charles               |